# Michael Christoph Brandenburg
Michael Christoph Brandenburg (getauft 20. September 1694 in Boizenburg; † 12. Mai 1766) war ein deutscher evangelisch-lutherischer Geistlicher, Dichter und Librettist.

## Leben und Wirken
Brandenburg stammte aus einer mecklenburgischen Pastorenfamilie. Sowohl sein Großvater Michael Brandenburg (1622–1693) als auch sein Vater Balthasar Christian Brandenburg (1662–1701) waren Pastoren in Boizenburg. Michael Christoph Brandenburg besuchte zunächst die Stadtschule in Boizenburg und dann das Johanneum Lüneburg. Ostern 1714 immatrikulierte er sich an der Universität Rostock. 1718 studierte er an der Universität Leipzig. Seit dieser Zeit war er mit Johann Christian Günther befreundet. Schon als Student trat Brandenburg als Verfasser von Gelegenheitsschriften zu Hochzeiten, Geburten und Beerdigungen hervor. 1716 wurde sein Oratorium Der streitbare und siegende Gideon der Text der Lübecker Abendmusiken, gefolgt von Der unglückselige Überwinder Jephtha im Jahr darauf. Auch spätere Abendmusiken verwendeten mit Belsazer, als ein Exempel der Göttlichen Straf-Gerichte (1739), Die Sünde und Buße Davids (1742) und Der Sieg des Glaubens (1745) Libretti Brandenburgs. Sein Abendmusik-Text von 1716 ist der erste, der durch ein Autorenkürzel personalisiert ist; in seinen Oratorien-Texten insgesamt zeigt er sich als „besonders selbstbewußter und moderner Poet“, der auf die Wiedergabe von Bibelversen zugunsten eigener Poesie verzichtet. Zwischen 1723 und 1725 vertonte Georg Philipp Telemann (1681–1767) einen allerdings unvollständig gebliebenen Kantatenjahrgang mit seinen Dichtungen (sog. „Brandenburgischer Jahrgang“), von dem 21 Kompositionen erhalten geblieben sind. Auch in diese Kantatentexte bezieht er weder biblische Dicta noch Choralstrophen ein, sondern beschränkt sich auf selbstgedichtete Arien und Rezitative. 
Ab 1722 wirkte er als Pastor in Sterley, ab 1735 in Grünau (heute Groß Grönau) südlich von Lübeck. 1744 wurde er zum Assessor des Konsistoriums für das Herzogtum Lauenburg berufen. Von 1753 bis zu seinem Tod war er Pastor in Sandesneben.
Er war ab 1724 Mitarbeiter der Zeitschrift Der Patriot der von Barthold Heinrich Brockes, Johann Ulrich von König, Michael Richey und Johann Albert Fabricius 1715 in Hamburg gegründeten Teutschübenden Gesellschaft zur Pflege der deutschen Sprache und Literatur. 1744 wurde er Ehrenmitglied der Deutschen Gesellschaft in Göttingen.
Christian Friedrich Weichmann nahm 24 Gedichte Brandenburgs seiner Poesie der Nieder-Sachsen auf, deren 5. Band 1727 Brandenburg gewidmet ist.

## Werke
- Zu den Personalschriften siehe die Digitalisate der Universität Greifswald
- Der unglückselige Jephtha 1717 (Digitalisat).